# Ламса (станция)
Ламса — железнодорожная станция ведомственной Монзенской железной дороги. Расположена на северо-западе Костромской области в 87 километрах от Вохтоги.

## История
Станция открыта в 1959 году вместе с пусковым участком Стеклянка — Солигалич. В 1960 году стала узловой при открытии пускового участка Ламса — Гремячий.

## Описание станции
Станция состоит из четырёх путей. Главное здание, в котором работает дежурный по станции, представляет собой будку бывшего стрелочного поста, расположенного в западной горловине станции (по направлению на Вохтогу). Вокзал на станции закрыт, а в 2007 году разрушен. В восточной горловине располагаются два недействующих семафора: один над главным ходом, другой над ответвлением на Солигалич, на них установлены сигнальные огни светофорного типа.

## Деятельность
Станция по характеру деятельности является узловой. На ней происходит скрещение грузовых поездов, перевозящих лес с отдалённых лесопунктов к Вохтоге и обратно, а также обеспечивание вывоза продукции Солигаличского известкового комбината. Станция производит и пассажирские операции по продаже билетов на поезд Вохтога — Ида.

### Расписание
| № поезда | Периодичность курсирования     | Маршрут       | Время остановки на станции Ламса |
| -------- | ------------------------------ | ------------- | -------------------------------- |
| 101      | Среда, пятница, выходные       | Вохтога — Ида | 23:11                            |
| 102      | Понедельник, четверг, выходные | Ида — Вохтога | 4:01                             |

В 1970—1980 годах курсировал тепловоз с вагоном от электросекции СД по маршруту Солигалич — Ламса, подвозивший пассажиров к данному поезду. В 90-х годах поезд назначался летом для грибников (по заявкам администрации Солигалича). Также до 1999 года по рабочим дням курсировал мотовоз Солигалич — Гремячий, возивший школьников на учёбу (до передачи посёлка Гремячий Вологодской области).